# Albert Arnaud
Albert Arnaud – francuski zapaśnik walczący w stylu wolnym. Brązowy medalista mistrzostw Europy w 1933 roku.